# Elias Landolt (Botaniker)

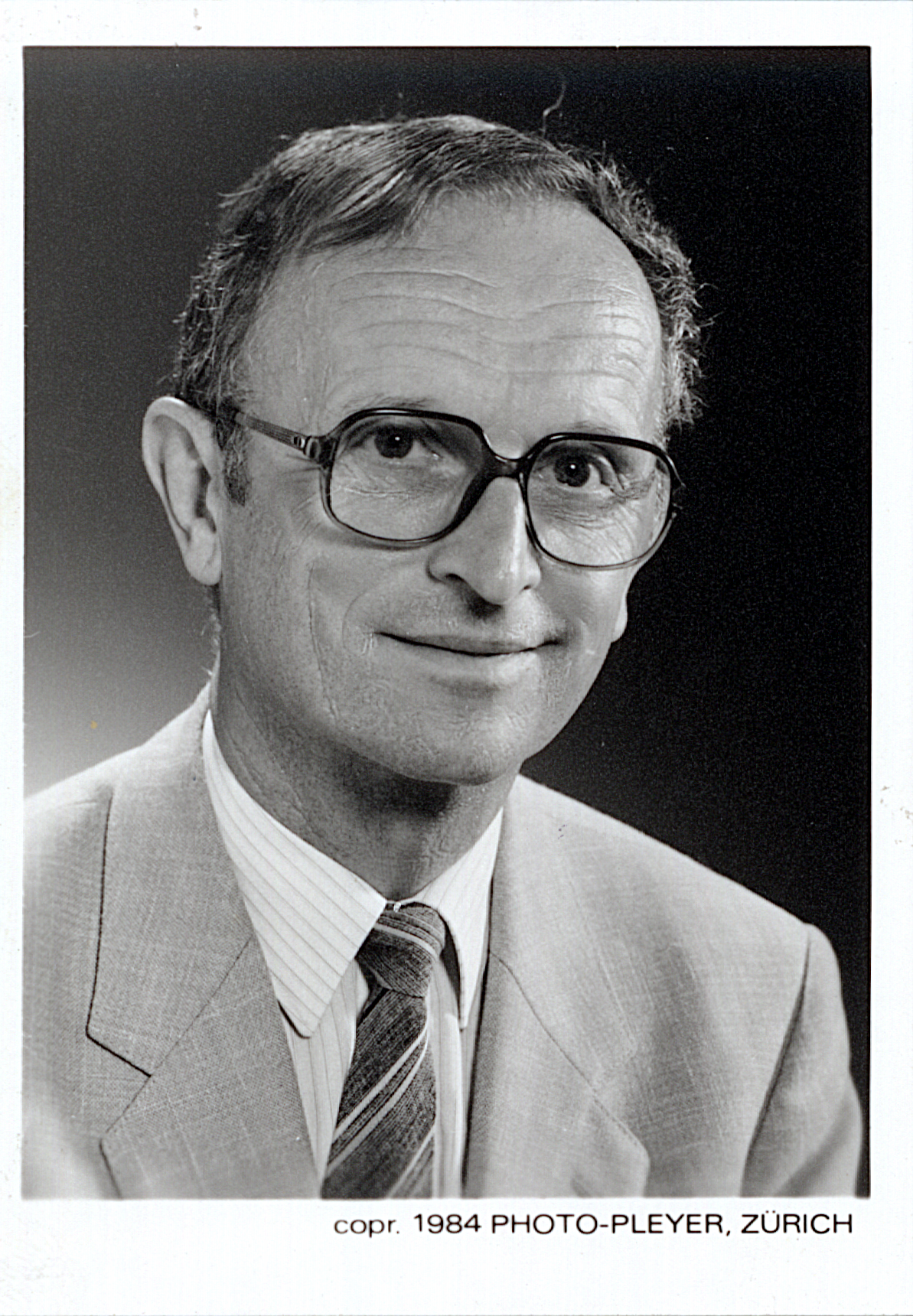
Elias Landolt (1984)

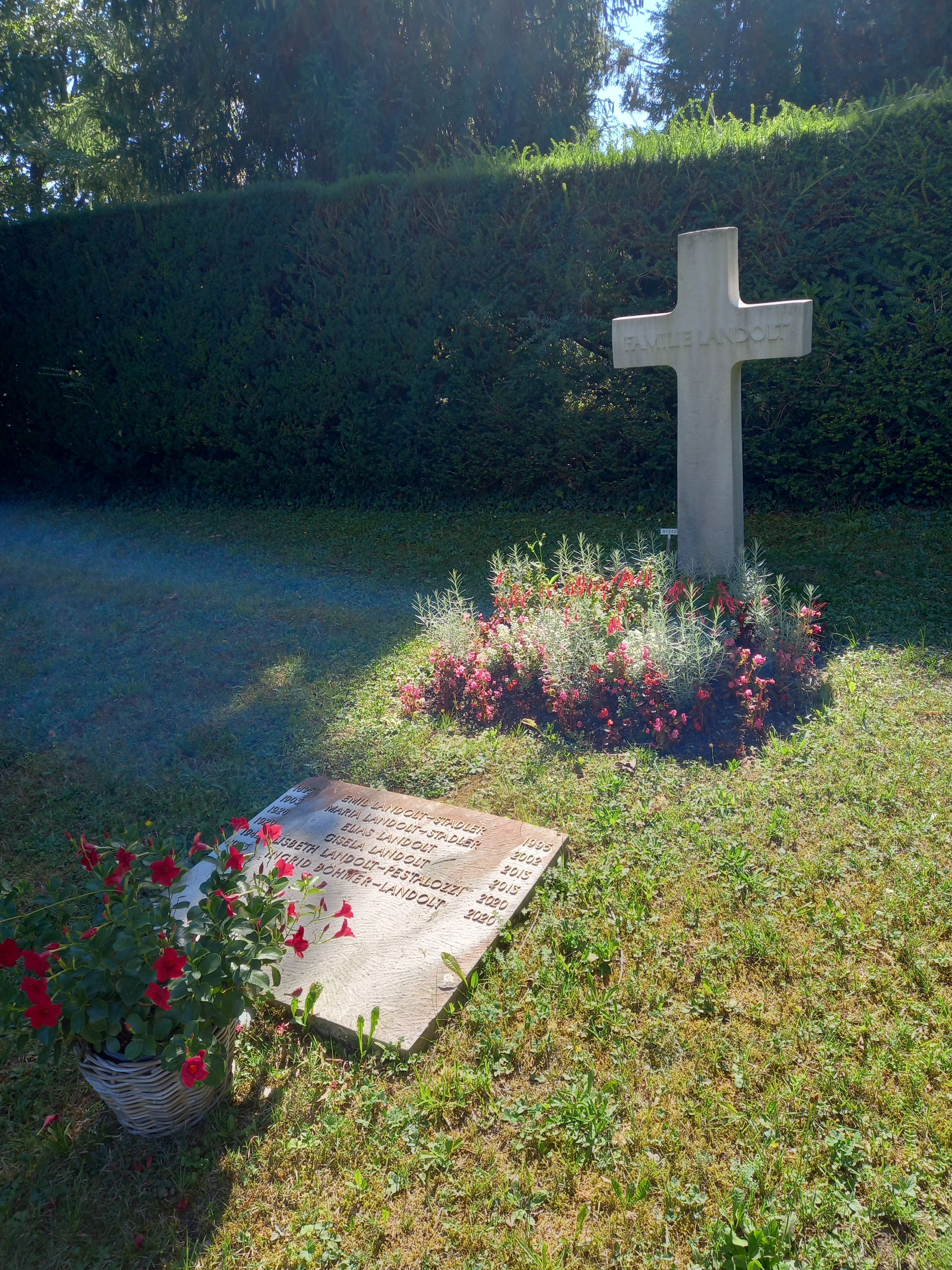
Das Grab von Elias Landolt im Familiengrab auf dem Zürcher Friedhof Manegg

Elias Landolt (* 24. Juli 1926 in Zürich; † 1. April 2013 ebenda; heimatberechtigt ebenda) war ein Schweizer Geobotaniker. Seine wichtigsten Publikationen waren einerseits der einheimischen Flora der Schweiz und anderseits den Wasserlinsengewächsen gewidmet. Das offizielle botanische Autorenkürzel lautet «Landolt».

## Leben
Landolt wuchs als ältester Sohn des Juristen, Politikers und späteren Zürcher Stadtpräsidenten Emil Landolt – und Urenkel des gleichnamigen Forstwissenschaftlers Elias Landolt – im Zürcher Quartier Enge auf. Er studierte von 1945 bis 1949 Naturwissenschaften an der Eidgenössischen Technischen Hochschule Zürich (ETHZ) und promovierte 1953 bei den Professoren Ernst Gäumann und Walo Koch mit einer Dissertation über die Artengruppe des Berg-Hahnenfusses (Ranunculus montanus). Von 1953 bis 1955 absolvierte er einen Forschungsaufenthalt in Kalifornien, zuerst an der Carnegie Institution for Science, Department of Plant Biology, in Stanford und anschliessend am California Institute of Technology in Pasadena.
Nach Zürich zurückgekehrt, wurde Landolt 1955 Assistent an der ETHZ, an der er bis zu seiner Emeritierung lehrte und forschte. Seine Habilitationsschrift verfasste er zum Thema Physiologische und ökologische Untersuchungen an Lemnaceen (Wasserlinsen). Von 1957 bis 1964 wirkte er als Privatdozent im Gebiet Spezielle Botanik, insbesondere Systematik der Blütenpflanzen.
1964 wurde Landolt zum ausserordentlichen Professor für Spezielle Botanik, insbesondere Phanerogamenkunde ernannt. 1966/67 wirkte er als ausserordentlicher und von 1967 bis 1992 als ordentlicher Professor für Geobotanik (Abschiedsvorlesung im Februar 1993). Zudem amtete er von 1966 bis 1993 als Direktor des Geobotanischen Instituts, Stiftung Rübel (heute Teil des Instituts für Integrative Biologie im Departement Umweltwissenschaften der ETHZ). Auch nach seiner Emeritierung 1992 blieb Landolt aktiv in der Forschung tätig.

## Wirken
Landolt ist in der Schweiz vor allem mit seinen Forschungen und Publikationen zur Schweizer und Alpenflora bekannt geworden, später auch mit seinen umfassenden Kartierungen für die Stadt Zürich und den südlich davon gelegenen Sihlwald. Diese Arbeiten haben u. a. dazu beigetragen, bei den städtischen Gartenbauämtern ein neues Naturverständnis zu wecken.
Er hat jedoch auch viele Forschungsreisen in tropische und subtropische Länder unternommen, um Wasserlinsen zu sammeln. Daraus ist eine einzigartige Sammlung von lebenden Wasserlinsen und Herbarbelegen entstanden, aus denen viele Forscher die Objekte für ihre Arbeiten bezogen haben. Die Originalsammlung wurde auch nach Landolts Tod von seinem Lebenspartner in Zürich weitergeführt. 2021 wurde sie dem Istituto Biologia e Biotecnologia Agraria in Mailand übergeben. Eine Kopie der Sammlung wird in den Vereinigten Staaten an der Rutgers State University of New Jersey unterhalten; ein kleiner Teil der Sammlung ist ferner an der Friedrich-Schiller-Universität Jena vorhanden.
Neben seiner Forschungstätigkeit engagierte sich Landolt in zahlreichen Botanik- und Naturschutzvereinigungen sowie -kommissionen, so etwa bei Pro Natura (früher Bund für Naturschutz), der Zürcherischen und der Schweizerischen Botanischen Gesellschaft, der Naturforschenden Gesellschaft in Zürich, der Schweizerischen Greina-Stiftung zur Erhaltung der alpinen Fliessgewässer, der Stiftung Naturlandschaft Sihlwald und der Sitatunga Stiftung für Naturschutz.

## Ehrungen
Eine Gattung der Wasserlinsengewächse wurde zu Ehren von Elias Landolt Landoltia Les & D.J.Crawford benannt.
Eine Winterlinde, die auf der J.-R.-von-Salis-Anlage beim Zürcher Hirschengraben steht, wurde von Pro Natura im Gedenken an ihren langjährigen Ehrenpräsidenten gepflanzt.

## Publikationen (Auswahl)
Landolt verstand es, neben Publikationen, die für den engeren Kreis der Wissenschaft bestimmt waren, auch solche zu verfassen, die sich an ein interessiertes Laienpublikum wandten.
Floren der Schweiz und der Alpen
- Die Artengruppen des Ranunculus montanus Willd. in den Alpen und im Jura. Zytologisch-systematische Untersuchungen. Dissertation ETH, Bern 1954. Gedruckt in: Bericht der Schweizerischen Botanischen Gesellschaft. Band 64, S. 9–84.
- Unsere Alpenflora. 1. Auflage, SAC-Verlag, Bern 1960, 8. Auflage ebenda 2012.
- Mit Krystyna Urbańska: Our Alpine Flora. 1. Auflage, SAC-Verlag, Bern 1989, 2. Auflage ebenda 2003, ISBN 978-3-85902-219-5.
- Mit Hans Ernst Hess, Rosmarie Hirzel: Flora der Schweiz. Birkhäuser Verlag, Basel/Boston/Berlin 1967 (drei Bände).
- Flora der Stadt Zürich. Birkhäuser Verlag, Basel/Boston/Berlin 2001.
- Flora indicativa. Ökologische Zeigerwerte und biologische Kennzeichen zur Flora der Schweiz und der Alpen. Haupt Verlag, Bern 2010.
- Flora des Sihltals von der Stadt Zürich bis zum Höhronen (PDF; 6,7 MB) und Karten zur Flora des Sihltals (PDF; 3,7 MB), hrsg. von der Fachstelle Naturschutz Kanton Zürich, 2013.

Wasserlinsen
- Physiologische und ökologische Untersuchungen an Lemnaceen. Habilitationsschrift ETH, 1957. Gedruckt in: Berichte der Schweizerischen Botanischen Gesellschaft. Band 67, S. 271–410.
- The Family of Lemnaceae – a monographic study. Band 1. Zürich 1986 (= Veröffentlichungen des Geobotanischen Instituts der ETH, Stiftung Rübel in Zürich, Heft 71).
- Mit Riklef Kandeler: The Family of Lemnaceae – a monographic study. Band 2. Zürich 1987 (= Veröffentlichungen des Geobotanischen Instituts der ETH, Stiftung Rübel in Zürich, Heft 95).

Weiteres
- Die Entwicklung der Botanik an der ETH in Zürich. In: Botanica Helvetica. 100/3, 1990, S. 353–374 (e-lib.ch).
- Vom Sinn und Unsinn botanischer Nomenklatur. In: Botanica Helvetica. 101/1, 1991, S. 1–7 (e-lib.ch).
- Elias Landolt 1821–1896. Ein Leben für den Wald. Beer, Zürich 2002 (= Neujahrsblatt auf das Jahr 2002, hrsg. von der Gelehrten Gesellschaft in Zürich).